# F1 2011 (videójáték)
Az F1 2011 autóverseny-szimulátor, melyet a Codemasters fejlesztett és adott ki 2011. szeptember 23-án. A játék a 2011-es Formula–1 világbajnokság hivatalos játéka. A program Microsoft Windows, PlayStation 3, Xbox 360, Nintendo 3DS és PlayStation Vita platformokra jelent meg.

## Csapatok, pilóták
Mivel a játék hivatalos licenc alapján készült, így megtalálható benne a 2011-es szezon összes csapata és versenyzője.
| Csapatok                     | Pilóták                               |
| ---------------------------- | ------------------------------------- |
| Red Bull Racing              | Sebastian Vettel, Mark Webber         |
| Vodafone McLaren Mercedes    | Lewis Hamilton, Jenson Button         |
| Scuderia Ferrari             | Fernando Alonso, Felipe Massa         |
| Mercedes GP Petronas F1 Team | Michael Schumacher, Nico Rosberg      |
| Lotus Renault GP             | Nick Heidfeld, Vitalij Petrov         |
| AT&T Williams                | Rubens Barrichello, Pastor Maldonado  |
| Sahara Force India F1 Team   | Adrian Sutil, Paul di Resta           |
| Sauber F1 Team               | Kobajasi Kamui, Sergio Pérez          |
| Scuderia Toro Rosso          | Sébastien Buemi, Jaime Alguersuari    |
| Team Lotus                   | Heikki Kovalainen, Jarno Trulli       |
| Hispania Racing F1 Team      | Narain Karthikeyan, Vitantonio Liuzzi |
| Marussia Virgin Racing       | Timo Glock, Jérôme d'Ambrosio         |

## Versenypályák
| Verseny | Hivatalos név                          | Nagydíj            | Pálya                          | Város              | Pályarajz     |   |                              |                  |                              |           |           |
| ------- | -------------------------------------- | ------------------ | ------------------------------ | ------------------ | ------------- | - | ---------------------------- | ---------------- | ---------------------------- | --------- | --------- |
| Verseny | Hivatalos név                          | Nagydíj            | Pálya                          | Város              | Pályarajz     | 1 | Qantas Australian Grand Prix | Ausztrál nagydíj | Melbourne Grand Prix Circuit | Melbourne | Melbourne |
| 2       | Petronas Malaysian Grand Prix          | Maláj nagydíj      | Sepang International Circuit   | Kuala Lumpur       | Sepang        |   |                              |                  |                              |           |           |
| 3       | UBS Chinese Grand Prix                 | Kínai nagydíj      | Shanghai International Circuit | Sanghaj            | Sanghaj       |   |                              |                  |                              |           |           |
| 4       | DHL Turkish Grand Prix                 | Török nagydíj      | Isztambul Park                 | Isztambul          | Isztambul     |   |                              |                  |                              |           |           |
| 5       | Gran Premio de España Santander        | Spanyol nagydíj    | Circuit de Catalunya           | Barcelona          | Barcelona     |   |                              |                  |                              |           |           |
| 6       | Grand Prix de Monaco                   | Monacói nagydíj    | Circuit de Monaco              | Monte-Carlo        | Monte Carlo   |   |                              |                  |                              |           |           |
| 7       | Grand Prix du Canada                   | Kanadai nagydíj    | Circuit Gilles Villeneuve      | Montréal           | Montréal      |   |                              |                  |                              |           |           |
| 8       | Grand Prix of Europe                   | Európai nagydíj    | Valencia Street Circuit        | Valencia           | Valencia      |   |                              |                  |                              |           |           |
| 9       | Santander British Grand Prix           | Brit nagydíj       | Silverstone Circuit            | Silverstone        | Silverstone   |   |                              |                  |                              |           |           |
| 10      | Großer Preis Santander von Deutschland | Német nagydíj      | Hockenheimring                 | Hockenheim         | Hockenheim    |   |                              |                  |                              |           |           |
| 11      | Eni magyar nagydíj                     | Magyar nagydíj     | Hungaroring                    | Budapest, Mogyoród | Mogyoród      |   |                              |                  |                              |           |           |
| 12      | Belgian Grand Prix                     | Belga nagydíj      | Circuit de Spa-Francorchamps   | Spa                | Spa           |   |                              |                  |                              |           |           |
| 13      | Gran Premio Santander d'Italia         | Olasz nagydíj      | Autodromo Nazionale di Monza   | Monza              | Monza         |   |                              |                  |                              |           |           |
| 14      | SingTel Singapore Grand Prix           | Szingapúri nagydíj | Singapore Street Circuit       | Szingapúr          | Szingapúr     |   |                              |                  |                              |           |           |
| 15      | Fuji Television Japanese Grand Prix    | Japán nagydíj      | Suzuka Circuit                 | Szuzuka            | Suzuka        |   |                              |                  |                              |           |           |
| 16      | Korean Grand Prix                      | Koreai nagydíj     | Korean International Circuit   | South Jeolla       | South Jeolla  |   |                              |                  |                              |           |           |
| 17      | Airtel Grand Prix of India             | Indiai nagydíj     | Buddh International Circuit    | Greater Noida      | Greater Noida |   |                              |                  |                              |           |           |
| 18      | Etihad Airways Abu Dhabi Grand Prix    | Abu-Dzabi Nagydíj  | Yas Island                     | Abu-Dzabi          | Abu-Dzabi     |   |                              |                  |                              |           |           |
| 19      | Petrobras Grande Prêmio do Brasil      | Brazil nagydíj     | Autódromo José Carlos Pace     | São Paulo          | Interlagos    |   |                              |                  |                              |           |           |